# Proto-Neolithikum
Proto-Neolithikum ist eine von Hans-Peter Uerpmann geprägte, jedoch eher selten (vor allem von Kathleen Kenyon modifiziert) verwendete Bezeichnung für die Periode des Übergangs von der aneignenden Wirtschaftsweise zur Landwirtschaft im westlichen Vorderasien. Sie datiert auf den Zeitraum zwischen 12.000 bis 9500 vor Christi und umfasst die Kulturen des Natufiens, des späten Zarziens für das frühe Protoneolithikum sowie des Harifien, Sultanien und Khiamien für das entwickelte Protoneolithikum.
Die Definition der Jungsteinzeit (Neolithikum) setzt die Domestizierung von Pflanzen und Tieren voraus; die bislang frühestens für die Zeit um 9500 v. Chr. sicher nachweisbar ist. Demnach gehört das Proto-Neolithikum im Rahmen des Dreiperiodensystems noch zum Epipaläolithikum. Die Autoren, die die Bezeichnung Proto-Neolithikum verwenden, möchten damit jedoch deutlich machen, dass das Neolithikum durchaus früher begonnen haben kann, da es mit Hilfe der heutigen archäologischen Methodik nur bedingt möglich ist, die Ernte von Wildgetreiden ohne Wiedereinsaat vom gezielten Anbau zu unterscheiden. Alle anderen sozioökonomischen Veränderungen der Neolithisierung (u. a. Sesshaftigkeit, Keramik und geschliffene Steingeräte) sind bereits für das Proto-Neolithikum nachweisbar.

## Kartenmaterial zur Verbreitung
- Sonderforschungsbereich 19 „Tübinger Atlas des Vorderen Orients“ der Universität Tübingen (Hrsg.): Vorderer Orient, Protoneolithikum. 1:8.000.000. Reichert, Wiesbaden 1980, ISBN 3-88226-637-6
- Sonderforschungsbereich 19 „Tübinger Atlas des Vorderen Orients“ der Universität Tübingen (Hrsg.): Levante, Epipaläolithikum und Protoneolithikum. 1:1.000.000. Reichert, Wiesbaden 1986, ISBN 3-88226-748-8
- Sonderforschungsbereich 19 „Tübinger Atlas des Vorderen Orients“ der Universität Tübingen (Hrsg.):  Vorderer Orient, Epipaläolithikum und Protoneolithikum. 1:4.000.000. Reichert, Wiesbaden 1986, ISBN 3-88226-920-0